# Pretty Little Baby
「Pretty Little Baby」（プリティリトルベイビー）は、2015年8月19日にポニーキャニオンより発売されるベイビーレイズJAPANの楽曲で、10枚目のシングル。

## 概要
前作から4か月ぶりとなる2015年第2弾シングル。

## 収録曲

### 初回生産限定盤A
CD
1. Pretty Little Baby
（作詞・作曲：渡會将士（FoZZtone）、Bill Nauman、Don Stirling 編曲：渡會将士）
2. Pondering
（作詞・作曲・編曲：大西俊也（IVORY7 CHORD））
3. SHOW TIME
（作詞・作曲：長沼秀典(VELTPUNCH)）
4. Pretty Little Baby (Instrumental)
5. Pondering (Instrumental)
6. SHOW TIME (Instrumental)

DVD
1. 「Pretty Little Baby」 Music Video
2. 「Pretty Little Baby」 ジャケットメイキング
3. ベイビーレイズJAPAN SPRING TOUR 2015 -IDOROCK SENSATION-（2015.06.19 at KAWASAKI CLUB CITTA’）
TIGER SOUL
Pretty Little Baby
夜明けBrand New Days

特典
1. オリジナル・トレーディングカード(タイプA)全5種より1種
2. 第三回「虎虎カルチョ」デジタル投票カード (入力期限/2015年9月25日)
3. 「ベイビーレイズJAPAN CUP」デジタル投票カード (入力期限/2015年9月25日)

### 初回生産限定盤B
CD
1. Pretty Little Baby
2. Pondering
3. ひとめぼれ初恋もよう
（作詞：イカ☆内蔵、作曲・編曲：Kuboty(TOTALFAT)）
4. Pretty Little Baby (Instrumental)
5. Pondering (Instrumental)
6. ひとめぼれ初恋もよう (Instrumental)

DVD
1. 「Pretty Little Baby」 Music Video
2. 「Pretty Little Baby」 Dance Ver.
3. 「Pretty Little Baby」 Music Video メイキング
4. ベイビーレイズJAPAN SPRING TOUR 2015 -IDOROCK SENSATION-（2015.06.19 at KAWASAKI CLUB CITTA’）
ベイビーレボリューション
SHOW TIME
虎虎タイガー!!

特典
1. オリジナル・トレーディングカード(タイプB)全5種より1種
2. 第三回「虎虎カルチョ」デジタル投票カード (入力期限/2015年9月25日)
3. 「ベイビーレイズJAPAN CUP」デジタル投票カード (入力期限/2015年9月25日)

### 通常盤
CD
1. Pretty Little Baby
2. Pondering
3. Pretty Little Baby (Instrumental)
4. Pondering (Instrumental)